# Basem Eltahhan
Basem Abdullah Eltahhan (arabisch باسم عبدالله الطحان, DMG Bāsim ʿAbdullāh aṭ-Ṭaḥḥān; * 17. August 1982; auch Bassem El Tahan) ist ein ägyptischer Snookerspieler aus Alexandria.

## Karriere

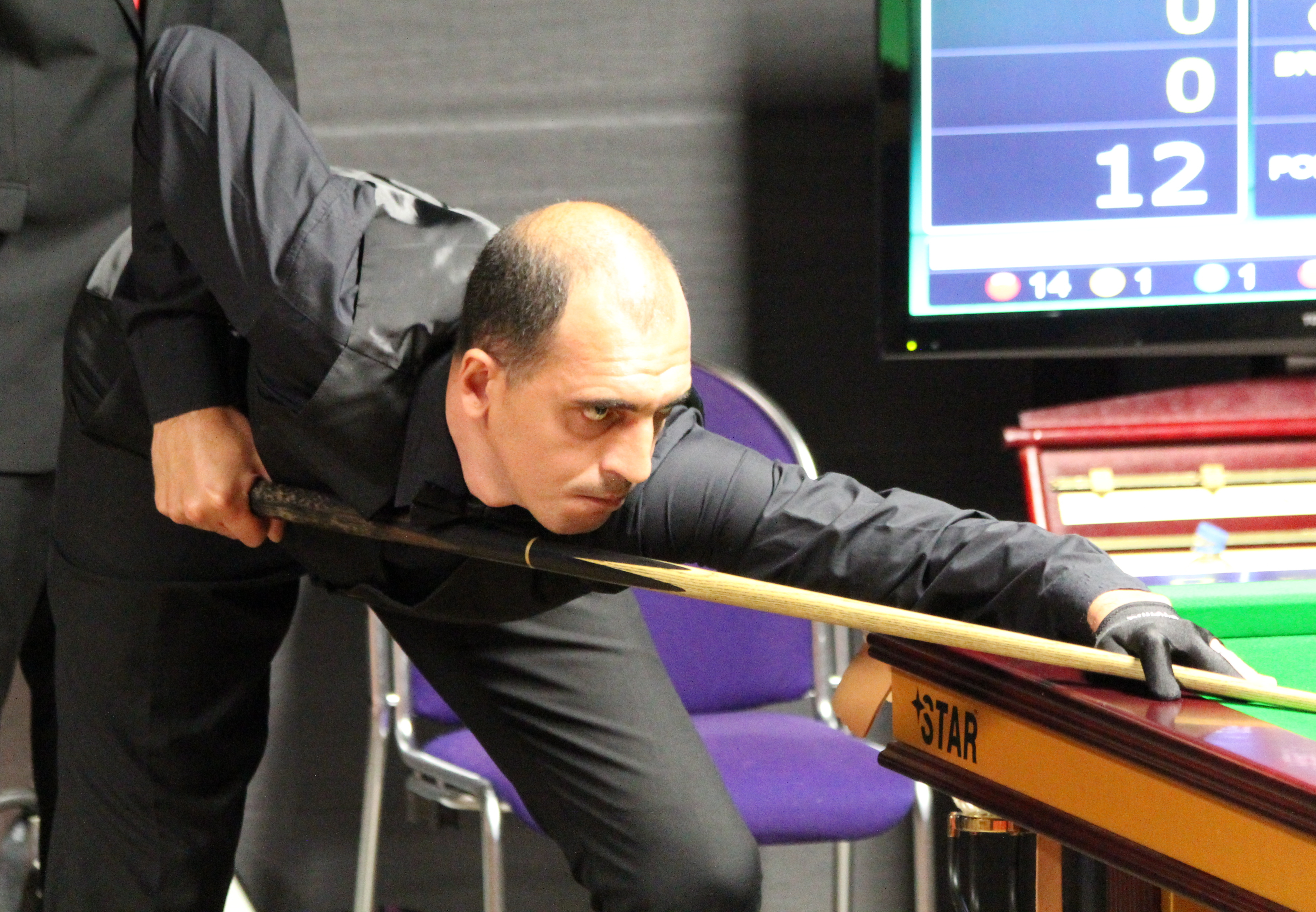
Paul Hunter Classic 2018

Basem Eltahhan stammt aus der nordägyptischen Hafenstadt Alexandria und spielt für die Snookerabteilung von al-Masry im benachbarten Port Said. Er gehört zu den besten nationalen Spielern und hat Ägypten schon mehrfach international vertreten. 2010 und 2011 stand er jeweils im Viertelfinale der Afrikameisterschaft.
Sein erster Auftritt auf der Profitour fand Anfang September 2016 in Thailand statt. Er wurde als Afrikameister im Six-Red-Snooker zur 6-Red World Championship eingeladen. Bei dem Turnier gelang ihm ein Achtungserfolg gegen Akani Songsermsawad, trotzdem schied er schon in der Gruppenphase aus.
2017 erreichte er erstmals das Halbfinale der Afrikameisterschaft und besiegte den Titelverteidiger Peter Francisco aus Südafrika. Anschließend gewann er im Endspiel gegen seinen Landsmann und dreifachen Titelträger Wael Talaat mit 6:5. Mit dem Sieg verbunden war auch die Startberechtigung als Profi bei der Snooker Main Tour in den folgenden beiden Spielzeiten.
Seinen ersten Profiauftritt in der Saison 2017/18 hatte er beim World Cup zusammen mit Hatem Yassen als Zwei-Mann-Team von Ägypten. Das Turnier fand in China statt. An Einzelturnieren in Europa oder Asien nahm er in der ersten Saisonphase nicht teil. Seine ersten beiden Auftritte bei der Home Nations Series im Oktober und November verlor er zu Null. Bei der UK Championship schlug er sich achtbar gegen den Weltranglistenersten Mark Selby mit 4:6. Sein einziger Sieg gelang ihm beim Sonderformat Snooker Shootout, wo er Li Yuan mit 1:0 schlug. Die Saison schloss er mit einer knappen 8:10-Niederlage gegen Mei Xiwen ab. An der Saison 2018/19 nahm er dann vollständig von Beginn an teil, verlor aber die ersten 6 Partien, 4 davon zu Null.

## Erfolge
- Afrikameister: 2017